# Hasan Salihamidžić
Hasan Salihamidžić (sinh ngày 1 tháng 1 năm 1977) là một cựu cầu thủ bóng đá chuyên nghiệp người Bosnia và hiện tại là giám đốc thể thao của câu lạc bộ Bundesliga Bayern Munich.

## Thành tích
| Thành tích cấp CLB  | Thành tích cấp CLB  | Thành tích cấp CLB  | Giải vô địch | Giải vô địch               | Cúp quốc gia | Cúp quốc gia | Cúp châu lục | Cúp châu lục | Tổng cộng | Tổng cộng |
| Mùa giải            | CLB                 | Giải vô địch        | Trận         | Bàn                        | Trận         | Bàn          | Trận         | Bàn          | Trận      | Bàn       |
| Đức                 | Đức                 | Đức                 | Giải vô địch | Giải vô địch               | DFB-Pokal    | DFB-Pokal    | Châu Âu      | Châu Âu      | Tổng cộng | Tổng cộng |
| ------------------- | ------------------- | ------------------- | ------------ | -------------------------- | ------------ | ------------ | ------------ | ------------ | --------- | --------- |
| 1995-96             | Hamburger SV        | Bundesliga          | 9            | 2                          |              |              |              |              |           |           |
| 1996-97             | Hamburger SV        | Bundesliga          | 32           | 7                          |              |              | 5            |              |           |           |
| 1997-98             | Hamburger SV        | Bundesliga          | 31           | 10                         |              |              |              |              |           |           |
| 1998-99             | Bayern Munich       | Bundesliga          | 30           | 3                          |              |              | 13           | 2            |           |           |
| 1999-00             | Bayern Munich       | Bundesliga          | 30           | 4                          |              |              | 16           | 0            |           |           |
| 2000-01             | Bayern Munich       | Bundesliga          | 31           | 4                          |              |              | 15           | 2            |           |           |
| 2001-02             | Bayern Munich       | Bundesliga          | 19           | 5                          |              |              | 9            | 1            |           |           |
| 2002-03             | Bayern Munich       | Bundesliga          | 12           | 2                          |              |              | 7            | 3            |           |           |
| 2003-04             | Bayern Munich       | Bundesliga          | 32           | 4                          |              |              | 8            | 0            |           |           |
| 2004-05             | Bayern Munich       | Bundesliga          | 29           | 2                          |              |              | 9            | 2            |           |           |
| 2005-06             | Bayern Munich       | Bundesliga          | 21           | 2                          |              |              | 1            |              |           |           |
| 2006-07             | Bayern Munich       | Bundesliga          | 29           | 4                          | 3            | 0            | 10           | 1            | 30        | 3         |
| Ý                   | Ý                   | Ý                   | Giải vô địch | Giải vô địch               | Coppa Italia | Coppa Italia | Châu Âu      | Châu Âu      | Tổng cộng | Tổng cộng |
| 2007-08             | Juventus            | Serie A             | 26           | 4                          |              |              |              |              |           |           |
| 2008-09             | Juventus            | Serie A             | 11           | 1                          |              |              | 2            | 0            |           |           |
| 2009-10             | Juventus            | Serie A             | 13           | 2                          |              |              |              |              |           |           |
| Tổng cộng           | Đức                 | Đức                 | 305          | 49\|\|\|\|\|\|\|\|\|\|\|\| |              |              |              |              |           |           |
| Tổng cộng           | Ý                   | Ý                   | 37           | 5\|\|\|\|\|\|\|\|\|\|\|\|  |              |              |              |              |           |           |
| Tổng cộng sự nghiệp | Tổng cộng sự nghiệp | Tổng cộng sự nghiệp | 342          | 54\|\|\|\|\|\|\|\|\|\|\|\| |              |              |              |              |           |           |

| #  | Ngày                | Địa điểm                                            | Đối thủ    | Bàn thắng | Kết quả | Giải đấu                 |
| -- | ------------------- | --------------------------------------------------- | ---------- | --------- | ------- | ------------------------ |
| 1. | 6 tháng 11 năm 1996 | Sân vận động Koševo, Sarajevo, Bosna và Hercegovina | Ý          | 1–0       | 2–1     | Giao hữu                 |
| 2. | 8 tháng 10 năm 1996 | Sân vận động Renato Dall'Ara, Bologna, Ý            | Croatia    | 1–1       | 1–4     | Vòng loại World Cup 1998 |
| 3. | 6 tháng 9 năm 1997  | Sân vận động Maksimir, Zagreb, Croatia              | Croatia    | 2–2       | 2–3     | Vòng loại World Cup 1998 |
| 4. | 27 tháng 1 năm 1999 | Sân vận động Quốc gia Ta' Qali, Attard, Malta       | Malta      | 1–0       | 1–2     | Giao hữu                 |
| 5. | 4 tháng 6 năm 2005  | Sân vận động Olympic, Serravalle, San Marino        | San Marino | 1–0       | 3–1     | Vòng loại World Cup 2006 |
| 6. | 4 tháng 6 năm 2005  | Sân vận động Olympic, Serravalle, San Marino        | San Marino | 2–0       | 3–1     | Vòng loại World Cup 2006 |

## Danh hiệu
- Bundesliga: 1999, 2000, 2001, 2003, 2005, 2006
- DFB Pokal: 2000, 2003, 2005, 2006
- UEFA Champions League: 2000-01
- FIFA Club World Cup: 2001